# Лиллис, София
Софи́я Ли́ллис (англ. Sophia Lillis; род. 13 февраля 2002, Бруклин, Нью-Йорк, Нью-Йорк, США) — американская актриса кино и телевидения. Наиболее известна по роли Беверли Марш в фильмах «Оно» (2017) и «Оно 2» (2019).

## Биография

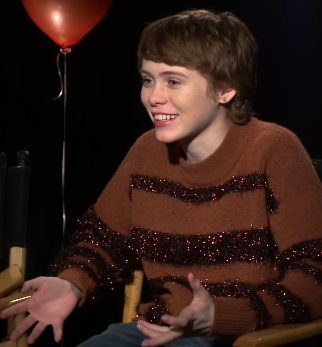
Лиллис в 2018 году

Родилась 13 февраля 2002 года в Бруклине, Нью-Йорк. София не упоминает о родителях. Известно, что у неё есть брат-близнец по имени Джейк, а также сводный брат Филипп. С семи лет занималась в актёрской студии при Институте театра и кино Ли Страсберга.
В профессии дебютировала в 2013 году, а первую роль в полнометражном кино сыграла год спустя — в очередной экранизации шекспировского «Сна в летнюю ночь». В 2017 году исполнила одну из главных ролей в экранизации романа Стивена Кинга — «Оно». В 2018 году исполнила роль героини Эми Адамс в юности в проекте канала HBO «Острые предметы». Так же в 2020 году девушка снялась в сериале «Мне это не нравится», где исполнила роль Сидни Новак. В самом сериале партнёром Софии стал Уайатт Олефф.

## Фильмография
| Год  |     | Русское название                        | Оригинальное название                    | Роль                  |
| ---- | --- | --------------------------------------- | ---------------------------------------- | --------------------- |
| 2013 | кор | Пятно от помады                         | The Lipstick Stain                       | Эдди                  |
| 2014 | ф   | Сон в летнюю ночь                       | A Midsummer Night’s Dream                | грубый элементаль     |
| 2016 | ф   | 37                                      | 37                                       | Дебби Бернстайн       |
| 2016 | кор | Сад                                     | The Garden                               | Люк                   |
| 2017 | ф   | Оно                                     | It                                       | Беверли Марш          |
| 2017 | кор | Крошечные млекопитающие                 | Tiny Mammals                             | София                 |
| 2018 | с   | Острые предметы                         | Sharp Objects                            | Камилла в юности      |
| 2019 | ф   | Нэнси Дрю и потайная лестница           | Nancy Drew and the Hidden Staircase      | Нэнси Дрю             |
| 2019 | ф   | Оно 2                                   | It: Chapter Two                          | юная Беверли Марш     |
| 2020 | ф   | Дядя Фрэнк                              | Uncle Frank                              | Бет Бледсо            |
| 2020 | ф   | Гретель и Гензель                       | Gretel & Hansel                          | Гретель               |
| 2020 | с   | Мне это не нравится                     | I Am Not Okay with This                  | Сидни Новак           |
| 2020 | с   | Действуя ради какой-то цели             | Acting for a Cause                       | Хелен                 |
| 2023 | ф   | Подземелья и драконы: Честь среди воров | Dungeons & Dragons: Honour Among Thieves | Дорик, тифлинг, друид |
| 2023 | ф   | Взрослые                                | The Adults                               | Мэгги                 |
| 2023 | ф   | Город астероидов                        | Asteroid City                            | Шелли Борден          |
|      | ф   | Притон                                  | Trap House                               |                       |
|      | с   | Всё её вина                             | All Her Fault                            | Кэрри                 |

### Музыкальные клипы
| Год  | Исполнитель      | Название                |
| ---- | ---------------- | ----------------------- |
| 2017 | The War on Drugs | «Nothing to Find»       |
| 2017 | Sia              | «Santa's Coming for Us» |

## Награды и номинации
| Год  | Премия                                             | Категория                     | Номинация за | Результат | Примечания |
| ---- | -------------------------------------------------- | ----------------------------- | ------------ | --------- | ---------- |
| 2017 | Премия общества кинокритиков Нью-Мексико           | Лучший молодой актёр/актриса  | Оно          | Победа    | [ 8 ]      |
| 2017 | Премия общества кинокритиков Сан-Диего             | Выдающийся актриса            | Оно          | Номинация | [ 9 ]      |
| 2017 | Премия общества кинокритиков Сиэтла                | Лучшее молодёжное выступление | Оно          | Номинация | [ 10 ]     |
| 2017 | Премия ассоциации кинокритиков Вашингтона          | Лучшее молодёжное выступление | Оно          | Номинация | [ 11 ]     |
| 2018 | Премия ассоциации онлайн-кино и телевидения        | Лучшее молодёжное выступление | Оно          | Номинация | [ 12 ]     |
| 2018 | Премия «Сатурн»                                    | Лучшая игра молодого актёра   | Оно          | Номинация | [ 13 ]     |
| 2020 | Премия ассоциации кинокритиков музыкального города | Лучшая молодая актриса        | Оно 2        | Номинация | [ 14 ]     |